# Jarmil Burghauser
Jarmil Michael Burghauser, en realidad Jarmil Michael Mokrý (21 de octubre de 1921 en Písek, Checoslovaquia– 19 de febrero de 1997 en Praga), compositor, director de orquesta y musicólogo checo. Ocasionalmente utilizó el pseudónimo de Michal Hajku. Es autor del catálogo de obras completas de Antonín Dvořák, ordenadas cronológicamente. Lo publicó bajo el título: Antonín Dvořák. Thematic Catalogue. Bibliography. Survey of Life and Work (Export Artia, Prague, 1960).